# NGC 3972
NGC 3972 (również PGC 37466 lub UGC 6904) – galaktyka spiralna (Sbc), znajdująca się w gwiazdozbiorze Wielkiej Niedźwiedzicy w odległości 65 mln lat świetlnych od Ziemi. Została odkryta 14 kwietnia 1789 roku przez Williama Herschela.
W galaktyce tej zaobserwowano supernową SN 2011by.